# Distretto di Hangaj
Il distretto di Hangaj è uno dei diciannove distretti (sum) in cui è suddivisa la provincia dell'Arhangaj, in Mongolia. Conta una popolazione di 2.926 abitanti (censimento 2009).